# British Academy Film Awards 2004

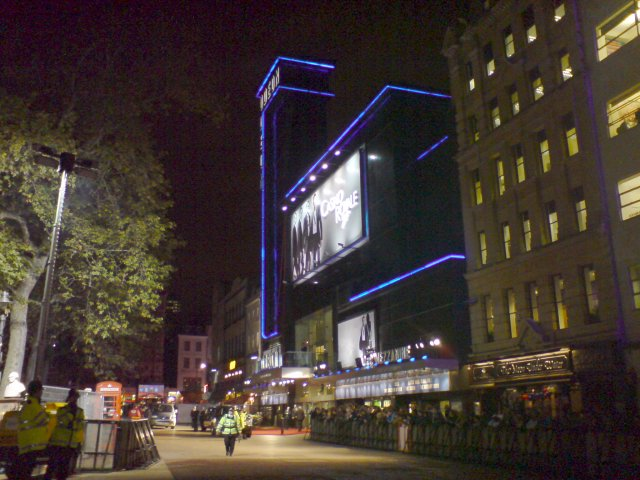
Odeon Leicester Square, der Veranstaltungsort

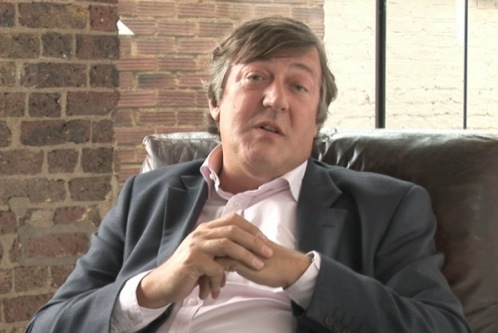
Stephen Fry, der Gastgeber der Veranstaltung

Die 57. Verleihung der British Academy Film Awards fand am 15. Februar 2004 im Odeon Leicester Square in London statt. Die Filmpreise der British Academy of Film and Television Arts (BAFTA) wurden in 21 Kategorien verliehen, hinzu kamen vier Spezial- bzw. Ehrenpreis-Kategorien. Die Verleihung zeichnete Filme des Jahres 2003 aus. Gastgeber der Veranstaltung war der britische Schauspieler und Moderator Stephen Fry, der zum vierten Mal in Folge diese Funktion übernommen hatte.
| Film                                         | N  | A |
| -------------------------------------------- | -- | - |
| Unterwegs nach Cold Mountain                 | 13 | 2 |
| Der Herr der Ringe – Die Rückkehr des Königs | 12 | 4 |
| Das Mädchen mit dem Perlenohrring            | 10 | 0 |
| Master & Commander – Bis ans Ende der Welt   | 8  | 4 |
| Lost in Translation                          | 8  | 3 |
| Big Fish                                     | 7  | 0 |
| Fluch der Karibik                            | 5  | 1 |
| Kill Bill – Volume 1                         | 5  | 0 |
| 21 Gramm                                     | 5  | 0 |
| Mystic River                                 | 4  | 0 |
| Tatsächlich… Liebe                           | 3  | 1 |
| In This World – Aufbruch ins Ungewisse       | 2  | 1 |
| Die Invasion der Barbaren                    | 2  | 0 |

## Preisträger und Nominierungen
Als große Favoriten der Verleihung galten die Filme Unterwegs nach Cold Mountain und Der Herr der Ringe: Die Rückkehr des Königs, die 13 bzw. 12 Nominierungen erhielten. Der Herr der Ringe: Die Rückkehr des Königs gehörte neben Master & Commander – Bis ans Ende der Welt mit vier Auszeichnungen zu den Gewinnern des Abends; Unterwegs nach Cold Mountain setzte sich in zwei Kategorien durch. Großer Verlierer wurde Peter Webbers Das Mädchen mit dem Perlenohrring, der bei zehn Nominierungen leer ausging.

### Bester Film
Der Herr der Ringe: Die Rückkehr des Königs (The Lord of the Rings: The Return of the King) – Barrie M. Osborne, Fran Walsh, Peter Jackson
Big Fish – Bruce Cohen, Dan Jinks, Richard D. Zanuck
Lost in Translation – Sofia Coppola, Ross Katz
Master & Commander – Bis ans Ende der Welt (Master and Commander: The Far Side of the World) – Samuel Goldwyn Jr., Peter Weir, Duncan Henderson
Unterwegs nach Cold Mountain (Cold Mountain) – Sydney Pollack, William Horberg, Albert Berger, Ron Yerxa

### Bester britischer Film
Sturz ins Leere (Touching The Void) – Kevin Macdonald, John Smithson
Das Mädchen mit dem Perlenohrring (Girl With A Pearl Earring) – Andy Paterson, Anand Tucker, Peter Webber
In This World – Aufbruch ins Ungewisse (In This World) – Andrew Eaton, Anita Overland, Michael Winterbottom
Tatsächlich… Liebe (Love Actually) – Duncan Kenworthy, Tim Bevan, Richard Curtis, Eric Fellner
Unterwegs nach Cold Mountain (Cold Mountain) – Albert Berger, William Horberg, Anthony Minghella, Sydney Pollack, Ron Yerxa

### Beste Regie
Peter Weir – Master & Commander – Bis ans Ende der Welt (Master and Commander: The Far Side of the World)
Tim Burton – Big Fish
Sofia Coppola – Lost in Translation
Peter Jackson – Der Herr der Ringe – Die Rückkehr des Königs (The Lord of the Rings: The Return of the King)
Anthony Minghella – Unterwegs nach Cold Mountain (Cold Mountain)

### Bester Hauptdarsteller
Bill Murray – Lost in Translation
Benicio del Toro – 21 Gramm (21 Grams)
Johnny Depp – Fluch der Karibik (Pirates of the Caribbean: The Curse of the Black Pearl)
Jude Law – Unterwegs nach Cold Mountain (Cold Mountain)
Sean Penn – Mystic River

### Beste Hauptdarstellerin
Scarlett Johansson – Lost in Translation
Scarlett Johansson – Das Mädchen mit dem Perlenohrring (Girl with a Pearl Earring)
Anne Reid – Die Mutter – The Mother (The Mother)
Uma Thurman – Kill Bill – Volume 1 (Kill Bill: Vol. 1)
Naomi Watts – 21 Gramm (21 Grams)

### Bester Nebendarsteller
Bill Nighy – Tatsächlich… Liebe (Love Actually)
Paul Bettany – Master & Commander – Bis ans Ende der Welt (Master and Commander: The Far Side of the World)
Albert Finney – Big Fish
Ian McKellen – Der Herr der Ringe – Die Rückkehr des Königs (The Lord of the Rings: The Return of the King)
Tim Robbins – Mystic River

### Beste Nebendarstellerin
Renée Zellweger – Unterwegs nach Cold Mountain (Cold Mountain)
Holly Hunter – Dreizehn (Thirteen)
Laura Linney – Mystic River
Judy Parfitt – Das Mädchen mit dem Perlenohrring (Girl with a Pearl Earring)
Emma Thompson – Tatsächlich… Liebe (Love Actually)

### Bestes adaptiertes Drehbuch
Philippa Boyens, Peter Jackson, Fran Walsh – Der Herr der Ringe: Die Rückkehr des Königs (The Lord of the Rings: The Return of the King)
John August – Big Fish
Brian Helgeland – Mystic River
Olivia Hetreed – Das Mädchen mit dem Perlenohrring (Girl with a Pearl Earring)
Anthony Minghella – Unterwegs nach Cold Mountain (Cold Mountain)

### Bestes Original-Drehbuch
Tom McCarthy – Station Agent (The Station Agent)
Denys Arcand – Die Invasion der Barbaren (Les invasions barbares)
Guillermo Arriaga – 21 Gramm (21 Grams)
Sofia Coppola – Lost in Translation
Bob Peterson, David Reynolds, Andrew Stanton – Findet Nemo (Finding Nemo)

### Beste Filmmusik
T-Bone Burnett, Gabriel Yared – Unterwegs nach Cold Mountain (Cold Mountain)
Alexandre Desplat – Das Mädchen mit dem Perlenohrring (Girl With a Pearl Earring)
Robert Diggs – Kill Bill – Volume 1 (Kill Bill: Vol. 1)
Brian Reitzell, Kevin Shields – Lost in Translation
Howard Shore – Der Herr der Ringe – Die Rückkehr des Königs (The Lord of the Rings: The Return of the King)

### Beste Kamera
Andrew Lesnie – Der Herr der Ringe: Die Rückkehr des Königs (The Lord of the Rings: The Return of the King)
Lance Acord – Lost in Translation
Russell Boyd – Master & Commander – Bis ans Ende der Welt (Master and Commander: The Far Side of the World)
John Seale – Unterwegs nach Cold Mountain (Cold Mountain)
Eduardo Serra – Das Mädchen mit dem Perlenohrring (The Girl With the Pearl Earring)

### Bester Ton
Doug Hemphill, Richard King, Paul Massey, Art Rochester – Master & Commander – Bis ans Ende der Welt (Master and Commander: The Far Side of the World)
Christopher Boyes, David E. Campbell, Lee Orloff, David Parker, George Watters II – Fluch der Karibik (Pirates of the Caribbean: The Curse of the Black Pearl)
Christopher Boyes, David Farmer, Michael Hedges, Mike Hopkins, Hammond Peek, Michael Semanick, Ethan Van der Ryn – Der Herr der Ringe: Die Rückkehr des Königs (The Lord of the Rings: The Return of the King)
Eddy Joseph, Ivan Sharrock, Walter Murch, Mike Prestwood Smith, Matthew Gough – Unterwegs nach Cold Mountain (Cold Mountain)
Michael Minkler, Myron Nettinga, Wylie Stateman, Mark Ulano – Kill Bill – Volume 1 (Kill Bill: Vol. 1)

### Beste Kostüme
Wendy Stites – Master & Commander – Bis ans Ende der Welt (Master and Commander: The Far Side of the World)
Ngila Dickson, Richard Taylor – Der Herr der Ringe: Die Rückkehr des Königs (The Lord of the Rings: The Return of the King)
Carlo Poggioli, Ann Roth – Unterwegs nach Cold Mountain (Cold Mountain)
Penny Rose – Fluch der Karibik (Pirates of the Caribbean: The Curse of the Black Pearl)
Dien van Straalen – Das Mädchen mit dem Perlenohrring (Girl with a Pearl Earring)

### Beste Maske
Ve Neill, Martin Samuel – Fluch der Karibik (Pirates of the Caribbean: The Curse of the Black Pearl)
Jean Ann Black, Paul LeBlanc – Big Fish
Paul Engelen, Ivana Primorac – Unterwegs nach Cold Mountain (Cold Mountain)
Peter Swords King, Peter Owen, Richard Taylor – Der Herr der Ringe: Die Rückkehr des Königs (The Lord of the Rings: The Return of the King)
Jenny Shircore – Das Mädchen mit dem Perlenohrring (Girl with a Pearl Earring)

### Bestes Szenenbild
William Sandell – Master & Commander – Bis ans Ende der Welt (Master and Commander: The Far Side of the World)
Dante Ferretti – Unterwegs nach Cold Mountain (Cold Mountain)
Dennis Gassner – Big Fish
Grant Major – Der Herr der Ringe: Die Rückkehr des Königs (The Lord of the Rings: The Return of the King)
Ben van Os – Das Mädchen mit dem Perlenohrring (Girl with a Pearl Earring)

### Bester Schnitt
Sarah Flack – Lost in Translation
Sally Menke – Kill Bill – Volume 1 (Kill Bill: Vol. 1)
Stephen Mirrione – 21 Gramm (21 Grams)
Walter Murch – Unterwegs nach Cold Mountain (Cold Mountain)
Jamie Selkirk – Der Herr der Ringe: Die Rückkehr des Königs (The Lord of the Rings: The Return of the King)

### Beste visuelle Effekte
Randall William Cook, Alex Funke, Joe Letteri, Jim Rygiel – Der Herr der Ringe: Die Rückkehr des Königs (The Lord of the Rings: The Return of the King)
Paddy Eason, Lindsay MacGowan, Kevin Scott Mack, Seth Maury – Big Fish
Stefen Fangmeier, Nathan McGuinness, Robert Stromberg, Daniel Sudick – Master & Commander – Bis ans Ende der Welt (Master and Commander: The Far Side of the World)
Terry D. Frazee, Charles Gibson, Hal T. Hickel, John Knoll – Fluch der Karibik (Pirates of the Caribbean: The Curse of the Black Pearl)
Kia Kwan Tam, Wai Kit Leung, Tommy Tom, Jaco Wong Hin Leung – Kill Bill – Volume 1 (Kill Bill: Vol. 1)

### Bester animierter Kurzfilm
Jo Jo in the Stars – Marc Craste, Sue Goffe
Dad’s Dead – Maria Manton, Chris Shepherd
Dear, Sweet Emma – John Cernak
Nur ein Häppchen (Nibbles) – Ron Diamond, Christopher Hinton
Plumber – Andrew Knight, Richard Rosenman, Randi Yaffa

### Bester Kurzfilm
Brown Paper Bag – Natasha Carlish, Michael Baig Clifford, Mark Leverson, Geoff Thompson
Bye-Child – Andrew Bonner, Bernard MacLaverty
Nits – George Isaac, Harry Wootliff
Sea Monsters – Matt Delargy, Raphael Smith, Mark Walker
Talking With Angels – Yousaf Ali Khan, Michael Knowles, Janey De Nordwal

### Beste Nachwuchsleistung
Emily Young – Kiss of Life
Sergio Casci – American Cousins
Jenny Mayhew – To Kill a King
Peter Webber – Das Mädchen mit dem Perlenohrring (Girl with a Pearl Earring)

### Bester nicht-englischsprachiger Film
In This World – Aufbruch ins Ungewisse (In This World), Großbritannien – Andrew Eaton, Anita Overland, Michael Winterbottom
Chihiros Reise ins Zauberland (千と千尋の神隠し Sen to Chihiro no kamikakushi), Japan – Hayao Miyazaki, Toshio Suzuki
Good Bye, Lenin!, Deutschland – Stefan Arndt, Wolfgang Becker
Das große Rennen von Belleville (Les triplettes de Belleville), Frankreich/Belgien/Kanada/Großbritannien – Didier Brunner, Sylvain Chomet
Die Invasion der Barbaren (Les invasions barbares), Kanada – Denys Arcand, Daniel Louis, Denise Robert
Sein und Haben (Être et avoir), Frankreich – Nicolas Philibert, Gillez Sandoz

## Spezial- und Ehrenpreise

### Academy Fellowship
- John Boorman – britischer Filmregisseur
- Roger Graef – US-amerikanischer Kriminologe, Theaterdirektor und Filmemacher

### Herausragender britischer Beitrag zum Kino (Michael Balcon Award)
(Outstanding British Contribution to Cinema)
- Working Title Films – Filmproduktionsgesellschaft (Vier Hochzeiten und ein Todesfall, Elizabeth)

### Special Award
- Freddie Francis – britischer Kameramann und Filmregisseur

### Publikumspreis(Orange Film of the Year)
- Der Herr der Ringe: Die Rückkehr des Königs (The Lord of The Rings: The Return of The King)